# آنسلمو (بازیکن فوتبال، زاده ۱۹۸۰)
آنسلمو (به پرتغالی: Anselmo Tadeu Silva do Nascimento) مهاجم اهل برزیل است که در شهر کامپوگرانده و در تاریخ ۲۴ اکتبر ۱۹۸۰ به دنیا آمده‌است.
آنسلمو در تیم‌های فوتبال پالمیراس سابقهٔ حضور دارد.